# 青部
青部（）、（靑部）は、漢字を部首により分類したグループの一つ。
康熙字典214部首では174番目に置かれる（8画の8番目、戌集の8番目）。

## 概要
青部には「青」を筆画の一部として持つ漢字を分類している。
単独の「靑（青）」字は草木の色である青色を意味する。草色であるため時に緑色も包含されている。なお現代中国語では青色を表す言葉として「青」は使われなくなっており、もっぱら「藍」を使っている。
「青」字は字源としては、どちらも音を表す「生」と「井」とから構成される形声文字である。『説文解字』は「生」と「丹」の会意文字とし、丹部に収めているが、これは木が火を生じるという五行説により、木行の色である青から火行の赤（丹）を生じるとこじつけたものである。
上部の筆順は、日本の場合は横縦横横となるのに対し、中国だと横横縦横となる。「麦」なども同様である。
「青」は意符としては青色に関する文字に含まれることがあるが、その数は多くはない。

## 字体のデザイン差
印刷書体（明朝体）において『康熙字典』は下部の字を「円」形とした「靑」を採用している。
現代の日本の新字体・中国の新字形・台湾の国字標準字体・香港の常用字字形表はどれも「月」形の「青」を採用している。ただし、日本・中国では最初の縦画の終端を止めにし、台湾・香港では「月」と同じように払いにするという細かな違いがある。
また日本の表外漢字については基本的に康熙字典体に従うことになっているので、「靑」を使っている。
| 康熙字典 韓国 日本（旧字体） 台湾（伝統字形） | 日本（新字体） 中国 香港 | 台湾（国字標準字体） |
| --------------------------------------------- | ------------------------ | -------------------- |
| 靑                                            | 青                       | 青                   |

## 部首の通称
- 日本：あお
- 韓国：푸를청부（pureul cheong bu、あおい青部）
- 英米：Radical blue

## 部首字
靑（青）
- 中古音
  - 広韻 - 倉経切、青韻、平声
  - 詩韻 - 青韻、平声
  - 三十六字母 - 清母
- 現代音
  - 普通話 - ピンイン：qīng 注音：ㄑㄧㄥ ウェード式：ch'ing1
  - 広東語 - Jyutping:cing1 イェール式:ching1
- 日本語 - 音：セイ（漢音）・シャウ（ショウ）（呉音） チン（唐音）訓：あお・あおい
- 朝鮮語 - 音：청(cheong) 訓：푸를（pureul、あおい）・젊을（jeolmeul、わかい）

## 例字
- 青
  - 5:靖、8:靜（静6）